# Ablabus serratus
Ablabus serratus là một loài bọ cánh cứng trong họ Zopheridae. Loài này được Broun miêu tả khoa học năm 1909.

## Hình ảnh

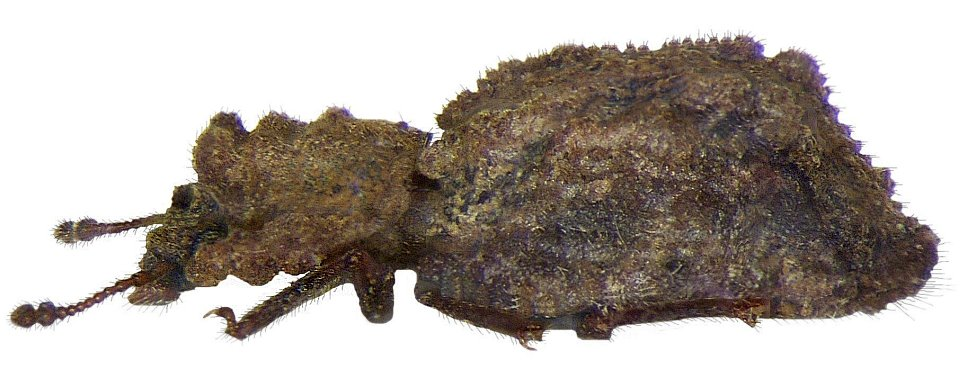